# Exogone
Exogone is een geslacht van borstelwormen uit de familie van de Syllidae. Exogone werd voor het eerst wetenschappelijk beschreven door Örsted in 1845.

## Taxonomie
De volgende taxa zijn bij het geslacht ingedeeld:
- Ondergeslacht Exogone (Exogone) Örsted, 1845
  - Exogone (Exogone) fauveli Cognetti, 1961
  - Exogone (Exogone) haswelli San Martín, 2005
  - Exogone (Exogone) ingridae San Martín, 2005
  - Exogone (Exogone) koorenborongi San Martín, 2005
  - Exogone (Exogone) longispinulata San Martín, 1991
  - Exogone (Exogone) lopezi San Martín, Ceberio & Aguirrezabalaga, 1996
  - Exogone (Exogone) lourei Berkeley & Berkeley, 1938
  - Exogone (Exogone) marisae Pascual, Núñez & San Martín, 1996
  - Exogone (Exogone) mompasensis Martínez, Adarraga & San Martín, 2002
  - Exogone (Exogone) pseudolourei San Martín, 1991
  - Exogone (Exogone) rostrata Naville, 1933
  - Exogone (Exogone) sorbei San Martín, Ceberio & Aguirrezabalaga, 1996
  - Exogone (Exogone) torulosa (Claparède, 1864)
- Ondergeslacht Exogone (Sylline) Claparède, 1864
  - Exogone (Sylline) aquadulcensis Pascual, Núñez & San Martín, 1996
  - Exogone (Sylline) brevipes (Claparède, 1864)
- Exogone acerata San Martín & Parapar, 1990
- Exogone africana Hartmann-Schröder, 1974
- Exogone annamurrayae San Martín, 2005
- Exogone anomalochaeta Benham, 1921
- Exogone arenosa Perkins, 1981
- Exogone aristata Hartmann-Schröder, 1982
- Exogone arrakatarkoola San Martín, 2005
- Exogone atlantica Perkins, 1981
- Exogone bondi Ruíz-Ramírez & Salazar-Vallejo, 2001
- Exogone brasiliensis Fukuda, Menezes-Moura, Guimarães & Ruta, 2019
- Exogone breviantennata Hartmann-Schröder, 1959
- Exogone brevifalcigera Hartmann-Schröder, 1990
- Exogone cebimar Fukuda & Nogueira, 2014
- Exogone clavigera (Claparède, 1868)
- Exogone dieteri San Martín, 2004
- Exogone dispar (Webster, 1879)
- Exogone dwisula Kudenov & Harris, 1995
- Exogone exilis Imajima, 2003
- Exogone exmouthensis Hartmann-Schröder, 1980
- Exogone fungopapillata Zhao & Wu, 1992
- Exogone furcigera
- Exogone fustifera Haswell, 1920
- Exogone gigas Paresque, Fukuda & Nogueira, 2014
- Exogone glandulosa Rioja, 1943
- Exogone goorapuranga San Martín, 2005
- Exogone haswelli San Martín, 2005
- Exogone heboides Ben-Eliahu, 1977
- Exogone heterosetoides Hartmann-Schröder, 1979
- Exogone heterosetosa McIntosh, 1885
- Exogone homosetosa Hartmann-Schröder, 1965
- Exogone ingridae San Martín, 2005
- Exogone insignis (Langerhans, 1879)
- Exogone koorenborongi San Martín, 2005
- Exogone longiantennata Hartmann-Schröder, 1980
- Exogone longicornis Westheide, 1974
- Exogone microtentaculata Westheide, 1974
- Exogone multisetosa Friedrich, 1956
- Exogone naidina Örsted, 1845
- Exogone naidinoides Westheide, 1974
- Exogone normalis Day, 1963
- Exogone ovalis Hartmann-Schröder, 1960
- Exogone parahomoseta Hartmann-Schröder, 1974
- Exogone penelopeae San Martín, 2005
- Exogone remanei Storch, 1966
- Exogone rocas Nascimento, Fukuda & Paiva, 2020
- Exogone rolani San Martín, 1991
- Exogone sanmartini Ruíz-Ramírez & Salazar-Vallejo, 2001
- Exogone sexoculata Hartmann-Schröder, 1979
- Exogone simplex Hartmann-Schröder, 1960
- Exogone sophiae Langeneck, Musco & Castelli in Langeneck, Musco, Busoni, Conese, Aliani & Castelli, 2018
- Exogone spinisetosa Hartmann-Schröder, 1981
- Exogone tatarica Annenkova, 1938
- Exogone uniformis Hartman, 1961
- Exogone verugera (Claparède, 1868)
- Exogone wilsoni San Martín, 2005
- Exogone yagan Soto & San Martín, 2017

- Ondergeslacht Exogone (Parexogone) Mesnil & Caullery, 1918 
  - Exogone (Parexogone) acutipalpa Kudenov & Harris, 1995
  - Exogone (Parexogone) annamurrayae San Martín, 2005
  - Exogone (Parexogone) breviseta Kudenov & Harris, 1995
  - Exogone (Parexogone) canyonincolae Sardá, Gil, Taboada & Gili, 2009
  - Exogone (Parexogone) cognettii Castelli, Badalamenti & Lardici, 1987
  - Exogone (Parexogone) gambiae Lanera, Sordino & San Martín, 1994
  - Exogone (Parexogone) meridionalis Cognetti, 1955
  - Exogone (Parexogone) molesta (Banse, 1972)
  - Exogone (Parexogone) parasexoculata Hartmann-Schröder, 1993
  - Exogone (Parexogone) patriciae San Martín, 2005
  - Exogone (Parexogone) penelopeae San Martín, 2005
  - Exogone (Parexogone) sanmartini Ruíz-Ramírez & Salazar-Vallejo, 2001
  - Exogone (Parexogone) wilsoni San Martín, 2005

### Synoniemen
- Exogone (Exogone) acerata San Martín & Parapar, 1990 => Exogone acerata San Martín & Parapar, 1990
- Exogone (Exogone) arrakatarkoola San Martín, 2005 => Exogone arrakatarkoola San Martín, 2005
- Exogone (Exogone) bondi Ruíz-Ramírez & Salazar-Vallejo, 2001 => Exogone bondi Ruíz-Ramírez & Salazar-Vallejo, 2001
- Exogone (Exogone) breviantennata Hartmann-Schröder, 1959 => Exogone breviantennata Hartmann-Schröder, 1959
- Exogone (Exogone) dispar (Webster, 1879) => Exogone dispar (Webster, 1879)
- Exogone (Exogone) dwisula Kudenov & Harris, 1995 => Exogone dwisula Kudenov & Harris, 1995
- Exogone (Exogone) goorapuranga San Martín, 2005 => Exogone goorapuranga San Martín, 2005
- Exogone (Exogone) heterosetoides Hartmann-Schröder, 1979 => Exogone heterosetoides Hartmann-Schröder, 1979
- Exogone (Exogone) insignis (Langerhans, 1879) => Exogone insignis (Langerhans, 1879)
- Exogone (Exogone) naidina Örsted, 1845 => Exogone naidina Örsted, 1845
- Exogone (Exogone) rolani San Martín, 1991 => Exogone rolani San Martín, 1991
- Exogone (Exogone) verugera (Claparède, 1868) => Exogone verugera (Claparède, 1868)
- Exogone (Parexogone) campoyi San Martín, Ceberio & Aguirrezabalaga, 1996 => Parexogone campoyi (San Martín, Ceberio & Aguirrezabalaga, 1996)
- Exogone (Parexogone) caribensis San Martín, 1991 => Parexogone caribensis (San Martín, 1991)
- Exogone (Parexogone) convoluta Campoy, 1982 => Parexogone convoluta (Campoy, 1982)
- Exogone (Parexogone) hebes (Webster & Benedict, 1884) => Parexogone hebes (Webster & Benedict, 1884)
- Exogone (Parexogone) longicirris (Webster & Benedict, 1844) => Parexogone longicirris (Webster & Benedict, 1887)
- Exogone (Parexogone) mediterranea San Martín, 1984 => Exogone (Parexogone) meridionalis Cognetti, 1955
- Exogone (Parexogone) tridentata Hartmann-Schröder, 1993 => Exogone anomalochaeta Benham, 1921
- Exogone (Parexogone) wolfi San Martín, 1991 => Parexogone wolfi (San Martín, 1991)
- Exogone acutipalpa Kudenov & Harris, 1995 => Exogone (Parexogone) acutipalpa Kudenov & Harris, 1995
- Exogone brevipes (Claparède, 1864) => Exogone (Sylline) brevipes (Claparède, 1864)
- Exogone breviseta Kudenov & Harris, 1995 => Exogone (Parexogone) breviseta Kudenov & Harris, 1995
- Exogone cognettii Castelli, Bandalamenti & Lardicci, 1987 => Exogone (Parexogone) cognettii Castelli, Badalamenti & Lardici, 1987
- Exogone fauveli Cognetti, 1961 => Exogone (Exogone) fauveli Cognetti, 1961
- Exogone gambiae Lanera, Sordino & San Martín, 1994 => Exogone (Parexogone) gambiae Lanera, Sordino & San Martín, 1994
- Exogone lourei Berkeley & Berkeley, 1938 => Exogone (Exogone) lourei Berkeley & Berkeley, 1938
- Exogone molesta Banse, 1972 => Exogone (Parexogone) molesta (Banse, 1972)
- Exogone mompasensis Martínez, Adarraga & San Martín, 2002 => Exogone (Exogone) mompasensis Martínez, Adarraga & San Martín, 2002
- Exogone rostrata Naville, 1933 => Exogone (Exogone) rostrata Naville, 1933
- Exogone clavator Ehlers, 1913 => Exogone heterosetosa McIntosh, 1885
- Exogone furcifera Eliason, 1962 => Parexogone longicirris (Webster & Benedict, 1887)
- Exogone gemmifera Pagenstecher, 1862 => Exogone naidina Örsted, 1845
- Exogone hebes (Webster & Benedict, 1884) => Parexogone hebes (Webster & Benedict, 1884)
- Exogone heterochaeta => Exogone heterosetosa McIntosh, 1885 (spelling lapsus in Augener 1913)
- Exogone insdignis (Langerhans, 1879) => Exogone (Exogone) insignis (Langerhans, 1879) => Exogone insignis (Langerhans, 1879)
- Exogone kefersteinii Claparède, 1863 => Exogone naidina Örsted, 1845
- Exogone longicirris (Webster & Benedict, 1887) => Parexogone longicirris (Webster & Benedict, 1887)
- Exogone mediterranea San Martín, 1984 => Exogone (Parexogone) meridionalis Cognetti, 1955
- Exogone miniscula Hartman, 1953 => Exogone minuscula Hartman, 1953 => Parexogone minuscula (Hartman, 1953)
- Exogone minuscula Hartman, 1953 => Parexogone minuscula (Hartman, 1953)
- Exogone obtusa Hartmann-Schröder & Rosenfeldt, 1988 => Parexogone minuscula (Hartman, 1953)
- Exogone occidentalis Westheide, 1974 => Exogone (Exogone) breviantennata Hartmann-Schröder, 1959 => Exogone breviantennata Hartmann-Schröder, 1959
- Exogone parahebes Hartmann-Schröder, 1965 => Parexogone parahebes (Hartmann-Schröder, 1965)
- Exogone patriciae San Martín, 2005 => Exogone (Parexogone) patriciae San Martín, 2005
- Exogone pusilla Dujardin, 1851 => Brania pusilla (Dujardin, 1851)
- Exogone turqueti Gravier, 1906 => Exogone heterosetosa McIntosh, 1885